# Sergey Vladilenovich Kiriyenko
Sergey Vladilenovich Kiriyenko (tiếng Nga: Серге́й Владиле́нович Кирие́нко) (sinh ngày 26 tháng 7 năm 1962) là một chính trị gia Nga. Ông đã làm Thủ tướng Nga từ 23 tháng 3 đến 23 tháng 8 năm 1998 dưới quyền Tổng thống Boris Yeltsin. Hiện tại, ông là lãnh đạo Rosatom, tập đoàn năng lượng nguyên tử quốc gia.

## Tuổi trẻ
Ông của Sergei Kiriyenko, Yakov Israitel, đặt tên cho mình như một người cộng sản tận tuỵ và Lenin đã tặng ông một khẩu súng lục có khắc chữ đề tặng vì thành tích phục vụ tốt cho đảng. 
Sergei Kiriyenko sinh năm 1962 tại Sukhumi, thủ đô của Cộng hòa Tự trị Abkhazia, Gruzia, và lớn lên tại Sochi, phía nam nước Nga. Sau khi tốt nghiệp trung học, Kiriyenko đăng ký vào khoa đóng tàu tại Viện Kỹ sư Vận tải đường Sông Nizhny Novgorod (Gorky), nơi cha ông đang dạy học. Khi ấy, ông đã bỏ họ Do Thái của cha và lấy họ Kiriyenko, họ Ukraina của mẹ.

## Thủ tướng
Kirienko được chỉ định Thủ tướng sau khi Nội các thứ hai của Viktor Chernomyrdin giải tán. Duma Quốc gia, với đa số là những người cộng sản, ban đầu từ chối thông qua đề cử ông nhưng tổng thống Boris Yeltsin chỉ định ông lần thứ hai và Kiriyenko được đồng ý.
Cùng với Phó thủ tướng Boris Nemtsov và Anatoly Chubays, Kirienko bắt đầu được gọi là một trong "những nhà cải cách trẻ". Họ tìm cách cải thiện kinh tế Nga bằng các khoản vay của Quỹ Tiền tệ Quốc tế, và đưa con số nợ quốc gia lên mức $22.6 tỷ.
Nội các của Kirienko không trả được các trái phiếu chính phủ GKO-OFZ dẫn tới việc phá giá đồng ruble Nga và cuộc khủng hoảng tài chính Nga năm 1998. Chịu trách nhiệm về cuộc khủng hoảng này, thủ tướng từ chức ngày 23 tháng 8.

### Vụ kiện Libel
Năm 2004 tờ Novaya Gazeta in bảy bài báo của nhà báo Georgy Rozhnov, buộc tội Kiriyenko thụt két US$4.8 tỷ từ các khoản vay của IMF năm 1998 khi ông làm Thủ tướng Nga. Tờ báo dựa trên những cáo buộc của một lá tư được cho là viết để gửi cho Colin Powell và ký tên bởi các nghị sĩ Hoa Kỳ Philip Crane, Mike Pence, Charlie Norwood, Dan Burton và Henry Bonilla và được đăng trên trang web của Ủy ban Quốc phòng Mỹ. Tờ báo đi tới tuyên bố rằng Kiriyenko đã sử dụng một số khoản thụt két để mua bất động sản tại Hoa Kỳ. Sau này hoá ra lá thư đó là một trò chơi khăm do The eXile bày ra. Trả đũa lại, Kiriyenko kiện tờ Novaya Gazeta và Rozhnov vì hành động phỉ báng, và với phán xét ủng hộ Kiriyenko toà án ra lệnh cho Novaya Gazeta rút lại toàn bộ các bài viết liên quan tới những cao buộc, và ghi chú "Nội dung của Novaya gazeta về các khoản vay đã mất tích của IMF gồm một phần lớn thông tin chưa kiểm chứng" và cũng nói rằng tờ báo "chỉ được phép xuất bản thông tin chính thức đã được kiểm chứng liên quan tới Kiriyenko với vụ thụt quỹ."

## Thành lập SPS
Cùng với Nemtsov, Chubais, Irina Hakamada và Egor Gaydar, Kirienko đã thành lập Soyuz Pravih Sil (SPS, Liên minh các Lực lượng cánh Tả), một trong các đảng dân chủ tự do lớn nhất nước Nga. Đảng này về thứ tư trong cuộc bầu cử năm 1999.
Ông đã tham gia vào cuộc bầu cử ghế thị trưởng Moscow và về thứ hai sau đương kim thị trưởng Yuri Luzhkov.

## Rosatom
Kirienko được chỉ định làm lãnh đạo Rosatom, Cơ quan Năng lượng Nguyên tử Liên bang, ngày 30 tháng 11 năm 2005. Theo quản lý chiều dọc, ông cũng là chủ tịch ban giám đốc của công ty Atomenergoprom.
Ngày 18 tháng 9 năm 2006 khi đang ở Viên ông nói rằng lò phản ứng tại nhà máy điện hạt nhân Bushehr ở Iran phải đi vào hoạt động vào tháng 9 năm 2007 và cả nhà máy phải hoạt động vào tháng 11 năm 2007. Ông ủng hộ ý tưởng của tổng thống Vladimir Putin về việc thành lập một hệ thống quốc tế các trung tâm làm giàu uranium. MỘt trung tâm làm giàu uranium có thể hoạt động tại Nga năm 2007. Trả lời câu hỏi của một phóng viên, Kiriyenko đã nói rằng nhà máy điện hạt nhân Bushehr sẽ không gây ảnh hưởng tới hiệp ước không phủ biến vũ khí hạt nhân và rằng không có gì ngăn cản sự hợp tác năng lượng Iran-Nga. Chính phủ Nga có kế hoạch chuyển nhiên liệu hạt nhân tới nhà máy vào tháng 3 năm 2007.